# Raquetebol

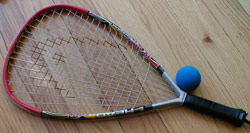
Raquete e bola usadas no raquetebol

O raquetebol (racquetball) surge em 1949 através de um atleta de tênis profissional norte-americano, Josep Sobek. A partir dele, foi combinado regras de squash e do handebol sendo então elaborado um protótipo de raquete de novo jogo. Em 1952 o mesmo fundou o Paddle Rackets Association, onde foi formulado um conjunto de regras e o esporte teve uma maior visibilidade se transformando no raquetebol dos dias atuais.

## Entidade organizadora

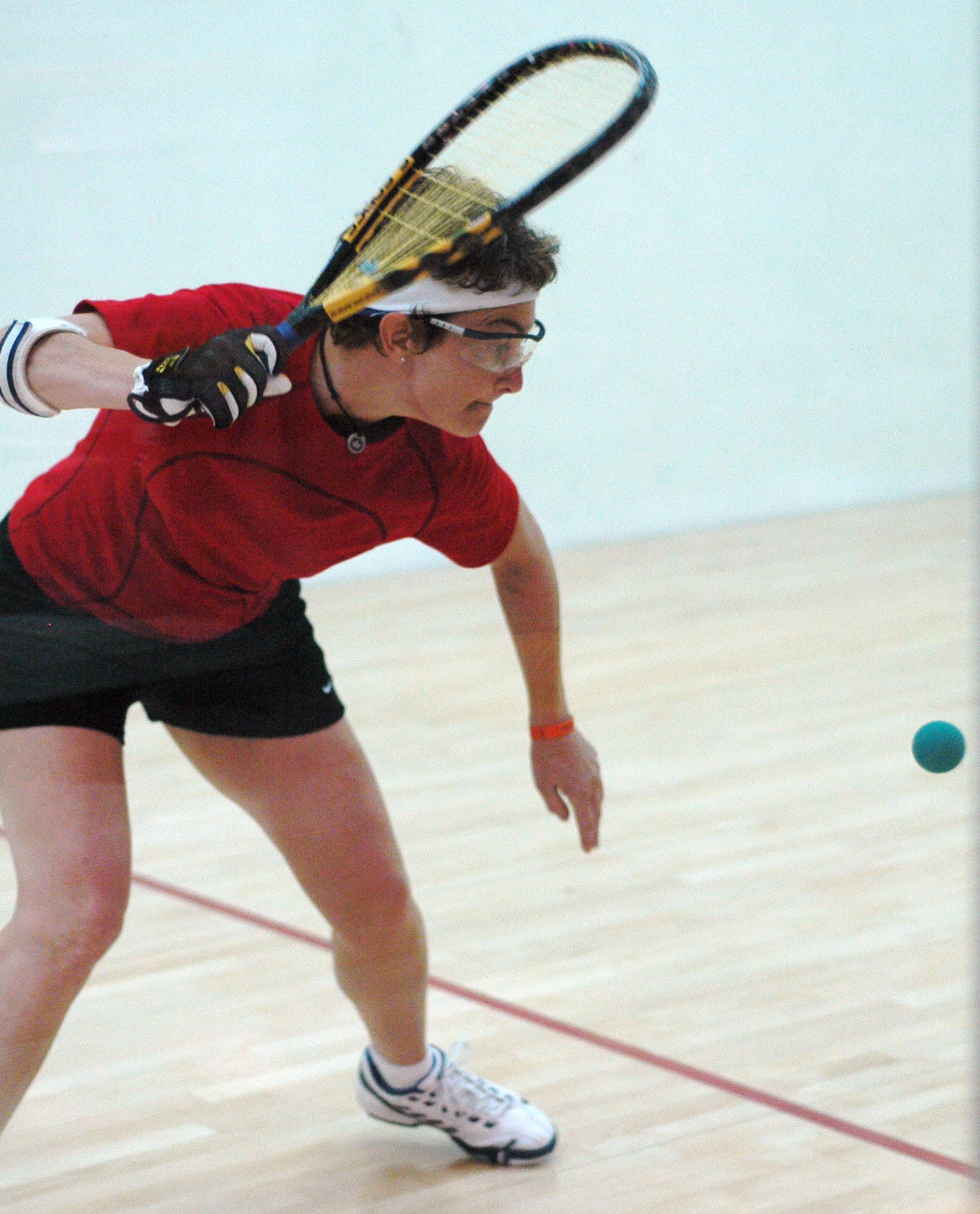
Atleta durante uma partida

Em 1969, houve a fundação do IRA (Internacional Racquetball Association), tendo então um conjunto de regras consistentes e estruturas definidas para os torneios. Em 1979 a IRA passou a chamar-se Amateur Racquetball Association e logo em seguida transformou-se em International Racquetball Federation (IRF) com 13 países membros. Atualmente, o IRF possui 100 países associados, sendo divididos pelos continentes: 3 na América do Norte; 22 na América Central; 10 na América do Sul; 25 na Europa; 8 na África; 7 na Oceania e 25 na Ásia.
A International Racquetball organiza e supervisiona os eventos e campeonatos do raquetebol. As equipes nacionais que são classificadas como membros do I.R.F podem participar do Campeonato Mundial que acontece a cada dois anos.  
- Campeonato mundial de adultos/sênior: ocorre anualmente para jogadores com idade a partir de 35 anos;
- Campeonato mundial juvenil: ocorre anualmente para jogadores com idade entre 10-18 anos.

O comitê Olímpico Internacional (COI) reconheceu o raquetebol como "esporte em desenvolvimento" e a modalidade foi disputada nos Jogos Pan- Americanos de 1995.  
Outros eventos que o I.R.F está presente:  
- Campeonato Pan-Americano de Raquetebol;
- Campeonato Asiático de Racquetball;
- Jogos Pan-americanos;
- Jogos Bolivarianos (ODEBO);
- Jogos da América do Sul (ODESUR);
- Jogos da América Central (ORDECA);
- The World Games (IWGA);
- Jogos da América Central e do Caribe (ODECABE).

## Raquetebol no Brasil
O esporte começou a ser praticado em 1985, na cidade de São Paulo, SP, em 1985. No Brasil só existem duas quadras desta modalidade que se encontra no clube A Hebraica, localizado em SP.
Os campeonatos internacionais disputados até hoje por atletas brasileiros foram:
- 2009 – Campeonato Panamericano de Raquetebol – Cali, Colômbia;
- 2008 – Campeonato Mundial de Raquetebol – Kingscourt, Irlanda;
- 2007 – Campeonato Panamericano de Raquetebol – Santiago, Chile;
- 2006 – Campeonato Panamericano de Raquetebol – Cidade da Guatemala, Guatemala;
- 2005 – Campeonato Panamericano de Raquetebol – Caracas, Venezuela;
- 2004 – Campeonato Mundial de Raquetebol – Anyang, Korea 2004 – Campeonato Panamericano de Raquetebol – Cuenca, Equador;
- 1994 – Campeonato Panamericano de Raquetebol – Buenos Aires, Argentina;

(classificatório para os Jogos Panamericanos de Mar del Plata em 1995);
- 1992 – Campeonato Mundial de Raquetebol – Montreal, Canadá;
- 1991 – Campeonato Panamericano de Raquetebol – Santiago, Chile;
- 1990 – Campeonato Mundial de Raquetebol – Caracas, Venezuela;
- 1989 – Campeonato Panamericano de Raquetebol – San José, Costa Rica;
- 1989 – Campeonato Sul Americano de Raquetebol – Santa Cruz de La Sierra, Bolívia;
- 1988 –Campeonato Mundial de Raquetebol – Hamburgo, Alemanha;
- 1987 – Macabíada Panamericana, Caracas, Venezuela.

## Jogo

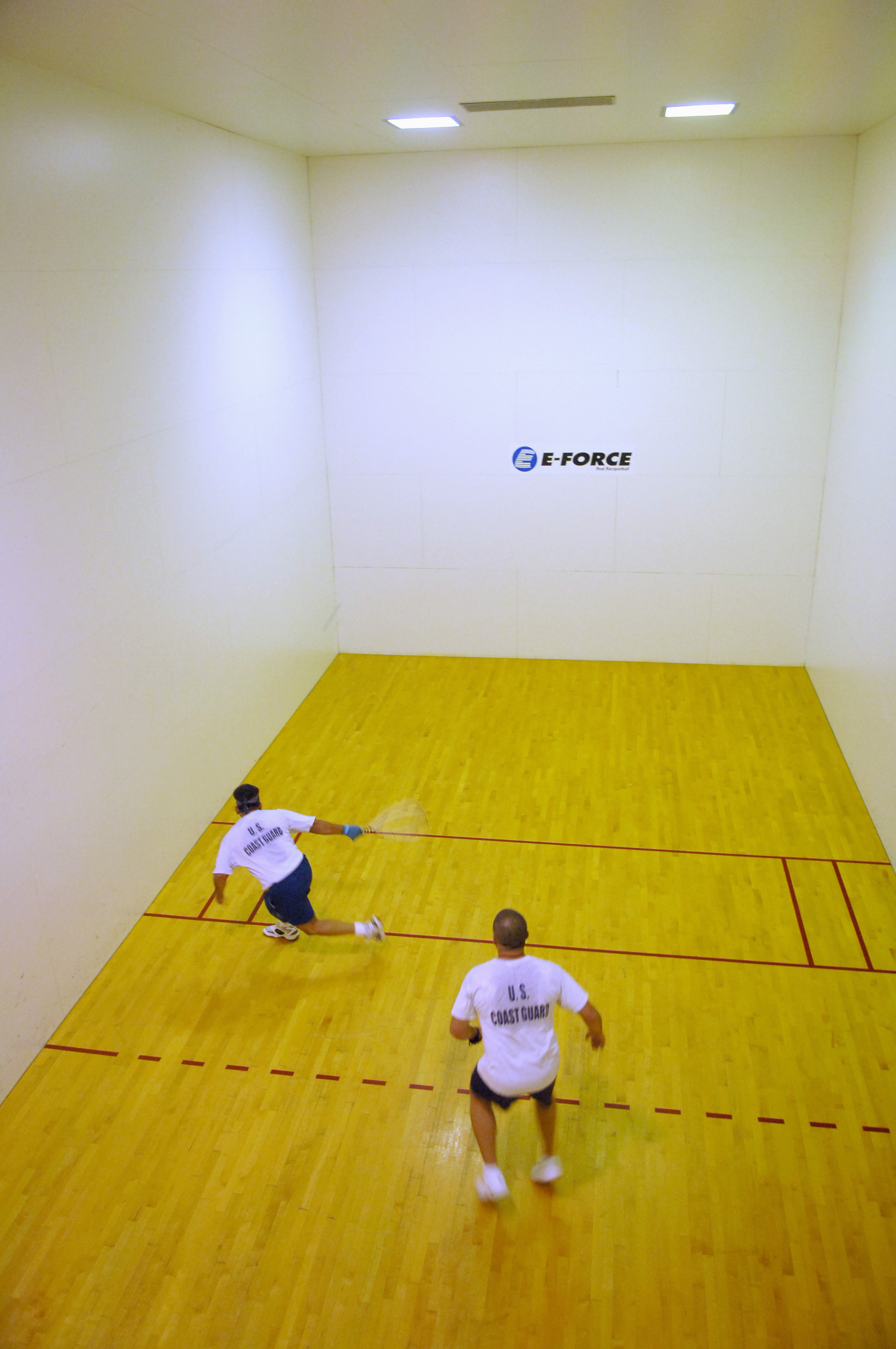
Uma partida de raquetebol

O Raquetebol é caracterizado por ser muito competitivo, cujo objetivo é ganhar cada jogada servindo ou devolvendo a bola, para que o oponente não possa continuar com ela, em jogo. O jogo acontece em uma quadra fechada com dimensões de 13,2 metros de comprimento por 6,6 metros de largura, com a parede traseira no mínimo de 3,66 metros de altura.
A quadra é marcada da seguinte forma: linha curta, linha de serviço, zona de serviço, caixas de serviço, linha de serviço de saque, linha de recepção, zona de segurança e linha de fora da quadra. Pode ser jogado com o mínimo de equipamentos: raquete com as proteções do aro e as partes sólidas da empunhadura sem exceder os 55,88 centímetros de comprimento e a bola deve ser selecionada por acordo entre os jogadores, onde no mínimo duas bolas aceitadas devem ser escolhidas antes que a partida comece. Se os jogadores não cheguem ao acordo, o árbitro deverá realizar a eleição e essa decisão será acatada pelos mesmos.  
Essa modalidade pode ser praticada de algumas formas. A primeira é de maneira individual (ou singles, em inglês), com dois jogadores um contra o outro. A segunda forma é em duplas (ou oublés, em inglês), com quatro jogadores divididos em equipes de dois, dupla contra dupla. E a terceira é uma variação não jogada em torneios, e os participantes se enfrentam simultaneamente, ou seja, em trios, conhecido como paredão (ou cut-throat, em inglês).

## Principais regras em uma partida individual
- A partida inicia com um simples sorteio de moeda, na qual irá privilegiar o ganhador com a decisão de servir ou receber na primeira partida;
- No raquetebol o objetivo é caracterizado por lancear a bola, de modo que o oponente não consiga rebater. Todavia, se o adversário conseguir, terá que devolver antes que a bola toque duas vezes o chão, além de tocar a parede da frente, denominada como FRONTIS;
- O ponto é concluído, quando o praticante ou esportista não consegue alcançar a bola e consequentemente não a devolve;
- A partida se caracteriza por uma melhor de três, se der empate ao término da segunda partida, o jogador ou time que obteve maior pontuação, escolherá o servir ou receber na terceira e última partida;
- A dinâmica pode ser exemplificada pelo bater da bola na zona de serviço, e como dito, ainda no primeiro toque ser rebatida pela raquete do servidor;
- Não é permitido tocar a bola duas vezes, nem a arrastá-la;
- Bloqueio é definido por uma posição estratégica do jogador, que dificulta o ponto alheio e facilita a devolução da bola.

## Pontuação
Ganha a equipe que concluir as duas primeiras partidas, ou finaliza com o desempate na terceira partida. Os dois primeiros jogos, é definido por 15 pontos. Já a terceira partida, caso ocorra, é configurada por 11 pontos.

## Atleta destaque
Paola Michelle Longoria López, é uma jogadora de raquetebol, nascida em 20 de julho de 1989 na cidade Luis Potosí, México. Foi campeã mundial por três vezes na Federação Internacional de Racquetball em Singulares Femininas. Foi a primeira atleta a ser campeã individual e de duplas simultaneamente.  
Paola quebrou o recorde de vitórias seguidas, com 152 triunfos e 37 títulos seguidos no total.
Em Jogos Pan-Americanos, soma, até agora, seis ouros, conquistados em Guadalajara 2011 e Toronto 2015.